# Haimea
Haimea is een geslacht van uitgestorven zee-egels uit de familie Oligopygidae. Vertegenwoordigers van dit geslacht zijn slechts als fossiel bekend.

## Soorten
- Haimea camagueyana Sánchez Roig, 1949 †
- Haimea cylindrica Sánchez Roig, 1953 †
- Haimea gigantea Sánchez Roig, 1953 †
- Haimea globulosa Sánchez Roig, 1949 †
- Haimea hernandezi Sánchez Roig, 1952 †
- Haimea pentagona Sánchez Roig, 1953 †
- Haimea pusilla Sánchez Roig, 1949 †
- Haimea subcylindrica Sánchez Roig, 1953 †
- Haimea truncata Sánchez Roig, 1949 †